# Авиаудар по больнице в Мариуполе
Авиаудар по городской больнице № 3 в Мариуполе был нанесён российскими войсками 9 марта 2022 года. В результате погибло 5 человек (в том числе беременная женщина с ребёнком) и как минимум 17 человек получили ранения.
Разрушение больницы российским авиаударом было подтверждено Мониторинговой миссией ООН по правам человека в Украине. 13 апреля эксперты ОБСЕ пришли к выводу, что российское нападение было умышленным, и признали произошедшее военным преступлением. 29 июня Управление Верховного комиссара ООН по правам человека подтвердило, что авиаудар был нанесён российскими войсками.
Президент Украины Владимир Зеленский назвал бомбардировку роддома окончательным доказательством того, что происходит геноцид украинцев. Нападение на больницу Мариуполя осудил Генеральный секретарь ООН Антониу Гуттериш, а верховный представитель ЕС по иностранным делам Жозеп Боррель назвал атаку страшным военным преступлением. Российская сторона отрицает свою ответственность за удар, сделав ряд противоречивых и недостоверных заявлений.

## Предыстория
25 февраля 2022 года начались бои за Мариуполь.
По данным Всемирной организации здравоохранения, за период с 24 февраля по 8 марта произошло 24 подтверждённых атаки на медицинские учреждения Украины. В результате этих атак по меньшей мере 12 человек погибло, 17 было ранено.
7 марта на заседании СБ ООН постоянный представитель РФ В. А. Небензя заявил, что украинские военные якобы обустроили в другой больнице Мариуполя огневую позицию, выгнав весь персонал.

## Атака
9 марта войсками РФ был нанесён авиаудар по родильному дому и детской больнице в центре Мариуполя. По заявлению главы Донецкой областной государственной администрации Павла Кириленко «родильное отделение в центре города, детское отделение и терапевтическое отделение в больнице — все разрушено в результате налёта российской авиации на Мариуполь».
В результате удара погибло три человека, ребёнок и двое взрослых. 17 человек было ранено. Среди пострадавших — пациенты и сотрудники больницы. От полученных ранений скончалась беременная женщина вместе с ребёнком. У неё был раздроблен таз и оторвана нога. Ребёнок появился на свет в результате кесарева сечения, но он не подавал признаков жизни. Мать также не удалось спасти.
Взрыв образовал кратер размером с двухэтажный дом. Размер кратера соответствует подрыву как минимум 500-килограммовой авиационной бомбы. Издание Associated Press опубликовало фотографии украинского фотожурналиста-фрилансера Евгения Малолетки из родильного дома, на нескольких из которых была запечатлена беременная, получившая лёгкие ранения — инстаграм-модель и бьюти-блогер Марианна Вышемирская (Подгурская). На этот факт обратило внимание российское посольство в Великобритании, назвав снимки «постановочными». Однако на следующий день Марианна родила девочку.
Позднее российская военная корреспондентка Кристина Мельникова сняла на оккупированной России территории интервью с Марианной Вышемирской, в котором та подтверждала, что в здании были роженицы и жили в подвале их мужья, и опровергает утверждения о том, что съёмки из роддома якобы были постановкой. Телеграм-каналы использовали видео с Марианной как подтверждение, что удар нанесли украинские силы, однако в видео этого не утверждалось. Марианна рассказывала о двух взрывах и утверждала, что авианалёта не было, а также утверждала, что просила её не снимать и не публиковать фото. Тем не менее позже Associated Press выпустили черновые кадры из Мариуполя, на которых слышны звуки подлетающих самолётов, а сама Подгурская не отказывается от съёмок и не утверждает, что авианалёта не было. Сам фотожурналист заявил изданию The Insider, что это был авиаудар, в момент которого в больнице было много людей, и что в здании больницы не было «Азова».
Интервью The Associated Press c врачами из больницы, которым удалось покинуть Мариуполь, а также экспертиза воронки, оставленной бомбой, подтверждают, что по роддому был нанесён авиаудар.
Ещё одна женщина, пережившая атаку на мариупольскую больницу, Елена Потапова, рассказала в интервью изданию «Медуза», что по больнице был нанесён авиаудар, и военных в ней не было.

## Реакция

### Украина
Президент Украины Владимир Зеленский обвинил Россию в геноциде украинцев и призвал Европу усилить санкции.

### Международное сообщество
ООН: нападение на больницу осудил генеральный секретарь ООН Антониу Гутерриш.
 Европа: Верховный представитель ЕС по иностранным делам Жозеп Боррель в заявлении от 10 марта 2022 года, в частности, сказал: «Европейский союз самым решительным образом осуждает обстрел родильного дома в Мариуполе российскими вооружёнными силами. <…> Такое поведение вторгнувшихся сил постыдно, достойно осуждения и совершенно неприемлемо. Виновные в этом в Российской Федерации понесут ответственность за это чудовищное преступление».
 Великобритания: заместитель государственного секретаря по вооружениям Великобритании Джеймс Хиппи назвал случившееся военным преступлением.

### Россия
Заявления российских представителей носили противоречивый характер.
Постоянный представитель РФ при ООН Василий Небензя на заседании СБ ООН 7 марта и министр иностранных дел России Сергей Лавров 10 марта заявляли, будто украинские военные выгнали из больницы № 1 персонал и оборудовали там огневую позицию. Заявления не соответствуют ситуации, так как представители России говорили о больнице № 1, хотя удар был нанесён по больнице № 3, и это разные учреждения.
Официальный представитель Министерства обороны России генерал-майор Игорь Конашенков заявил, что удар по больнице якобы является полностью срежиссированной провокацией.

## Расследования
13 апреля эксперты ОБСЕ выпустили доклад, в котором пришли к выводу, что российские военные ответственны за обстрел больницы и драматического театра в Мариуполе, расценив это как «вопиющие нарушения» международного гуманитарного права и военные преступления.
Управление Верховного комиссара ООН по правам человека в отчёте, опубликованном 29 июня, подтвердило, что разрушение больницы, ранение и гибель гражданских лиц произошли в результате российского авиаудара.
17 марта CNN опубликовали журналистское расследование, касающееся деталей удара.
Мэр Мариуполя Петр Андрющенко обвинил в бомбардировке мариупольского театра и роддома российский 960-й истребительный полк, базирующийся в захваченном Россией Крыму. Андрющенко также заявил об установлении личности командира полка, отдавшего приказ о бомбардировке.

### Недостоверность российских заявлений
Издатель и главный редактор фактчекингового проекта «Проверено. Медиа» Илья Бер в своём расследовании от 12 марта 2022 года отмечает, что в сделанных до обстрела сообщениях российских властей о размещении украинских войск в родильных домах, даже если допустить их правдивость, либо не назывались номера родильных домов, либо назывался роддом № 1, а не разбомбленное родильное отделение больницы № 3. Утверждения о том, что одна и та же беременная Марианна Подгурская выдавала себя за двух жертв российской бомбардировки, не соответствуют действительности, что подтверждается и данными фактчекинга от Factcheck.org. Таким образом, Илья Бер сделал вывод, что утверждения о «постановочных» и «срежиссированных» кадрах обстрела не выдерживают никакой критики и точно не соответствуют действительности. Свой разбор он подытожил следующими словами: «Пока мы не знаем точно, кто именно и откуда совершил обстрел родильного отделения больницы № 3 Мариуполя. Однако предполагаем, что однажды кто-то понесёт за это реальную ответственность».

## Фильмография
Последствия атаки на больницу показаны в документальном фильме «20 дней в Мариуполе», который получил больше 20 наград на фестивалях по всему миру.